# 超交換相互作用
超交換相互作用(superexchange interaction)とは陰イオンを挟んだ二つの磁性イオンとの間に作用する交換相互作用である。この考えを初めて提唱したのはオランダの物理学者ヘンリク・アンソニー・クラマース（Hendrik Anthony Kramers)であり、アメリカの物理学者フィリップ・ウォーレン・アンダーソン（Philip Warren Anderson)により詳細が与えられた。二つの磁性イオン 1, 2のスピンに関する演算子をそれぞれS1、S2とすると、二つの磁性イオンのスピン間には
{\displaystyle -2J\mathbf {S} _{1}\cdot \mathbf {S} _{2}}
の形の交換相互作用が働く。

## グッドイナフ-金森則
上式のJの符号に関しては、グッドイナフ-金森則（Goodenough-Kanamori rules）という規則が存在している。簡単な例を挙げると
- 2個の磁性イオンとその間の陰イオンが一直線上に並んでいる場合
  - 同種磁性イオンの場合　J<0(反強磁性的)
  - 一方のd電子の数が5以上(more than half)で他は5以下(less than half)の場合　J>0(強磁性的)
- 磁性イオン、陰イオン、磁性イオンが90°の角度をなすとき
  - 同種磁性イオンの場合d5の場合を除き　J>0(強磁性的)
  - 異種イオンの場合　J<0(反強磁性的)

が成り立つ。これらは理論的には結晶場での電子状態と、p軌道、d軌道の対称性で説明できる。